# World Matchplay
El World Matchplay es una competición profesional de dardos organizada por la Corporación Profesional de Dardos. Es una de las competiciones más antiguas de la PDC.

## Resultados
| Año  | Final                         | Final     | Final                          |
| Año  | Campeón                       | Resultado | Finalista                      |
| ---- | ----------------------------- | --------- | ------------------------------ |
| 1994 | Larry Butler (92.70)          | 16-12     | Dennis Priestley (91.59)       |
| 1995 | Phil Taylor (90.72)           | 16-11     | Dennis Priestley (87.63)       |
| 1996 | Peter Evison (100.51)         | 16-14     | Dennis Priestley (96.67)       |
| 1997 | Phil Taylor (106.32)          | 16-11     | Alan Warriner (98.42)          |
| 1998 | Rod Harrington (95.03)        | 19-17     | Ronnie Baxter (94.07)          |
| 1999 | Rod Harrington (85.95)        | 19-17     | Peter Manley (86.91)           |
| 2000 | Phil Taylor (100.32)          | 18-12     | Alan Warriner (97.14)          |
| 2001 | Phil Taylor (99.57)           | 18-10     | Richie Burnett (90.99)         |
| 2002 | Phil Taylor (98.76)           | 18-16     | John Part (94.14)              |
| 2003 | Phil Taylor (94.38)           | 18-12     | Wayne Mardle (97.44)           |
| 2004 | Phil Taylor (100.20)          | 18-8      | Mark Dudbridge (89.24)         |
| 2005 | Colin Lloyd (97.89)           | 18-12     | John Part (94.53)              |
| 2006 | Phil Taylor (100.08)          | 18-11     | James Wade (90.01)             |
| 2007 | James Wade (96.83)            | 18-7      | Terry Jenkins (91.62)          |
| 2008 | Phil Taylor (109.47)          | 18-9      | James Wade (102.58)            |
| 2009 | Phil Taylor (106.05)          | 18-4      | Terry Jenkins (92.32)          |
| 2010 | Phil Taylor (105.16)          | 18-12     | Raymond van Barneveld (100.11) |
| 2011 | Phil Taylor (103.84)          | 18-8      | James Wade (98.84)             |
| 2012 | Phil Taylor (98.97)           | 18-15     | James Wade (95.92)             |
| 2013 | Phil Taylor (111.23)          | 18–13     | Adrian Lewis (105.92)          |
| 2014 | Phil Taylor (107.19)          | 18–9      | Michael van Gerwen (101.49)    |
| 2015 | Michael van Gerwen (99.91)    | 18-12     | James Wade (90.37)             |
| 2016 | Michael van Gerwen (103.93)   | 18-10     | Phil Taylor (101.13)           |
| 2017 | Phil Taylor (104.24)          | 18-8      | Peter Wright (99.74)           |
| 2018 | Gary Anderson (101.12)        | 21-19     | Mensur Suljović (104.43)       |
| 2019 | Rob Cross (95.16)             | 18-13     | Michael Smith (95.91)          |
| 2020 | Dimitri Van den Bergh (98.31) | 18-10     | Gary Anderson (92.81)          |
| 2021 | Peter Wright (105.90)         | 18-10     | Dimitri Van den Bergh (100.88) |
| 2022 | Michael van Gerwen (101.19)   | 18-14     | Gerwyn Price (96.92)           |
| 2023 | Nathan Aspinall (96.21)       | 18-6      | Jonny Clayton (93.56)          |

### Más campeonatos
| Jugador               | Títulos | Subcampeonatos | Año de los títulos                                                                       |
| --------------------- | ------- | -------------- | ---------------------------------------------------------------------------------------- |
| Phil Taylor           | 16      | 1              | 1995, 1997, 2000, 2001, 2002, 2003, 2004, 2006, 2008, 2009, 2010, 2011, 2012, 2013, 2014 |
| Michael van Gerwen    | 3       | 1              | 2015, 2016, 2022                                                                         |
| Rod Harrington        | 2       | 0              | 1998, 1999                                                                               |
| James Wade            | 1       | 5              | 2007                                                                                     |
| Gary Anderson         | 1       | 1              | 2018                                                                                     |
| Dimitri Van den Bergh | 1       | 1              | 2020                                                                                     |
| Peter Wright          | 1       | 1              | 2021                                                                                     |
| Nathan Aspinall       | 1       | 0              | 2023                                                                                     |
| Rob Cross             | 1       | 0              | 2019                                                                                     |
| Colin Lloyd           | 1       | 0              | 2005                                                                                     |
| Peter Evison          | 1       | 0              | 1996                                                                                     |
| Larry Butler          | 1       | 0              | 1994                                                                                     |